# Чико ди Торо (Кампобасо)
Чико ди Торо је насеље у Италији у округу Кампобасо, региону Молизе.
Према процени из 2011. у насељу је живело 18 становника. Насеље се налази на надморској висини од 725 м.